# Nikki Sanderson
Nikki Ann Sanderson (Blackpool, 28 de marzo de 1984) es una actriz y presentadora de televisión británica, más conocida por haber interpretado a Candice Stone en la serie Coronation Street, a Dawn Bellamy en la serie Heartbeat y a Maxine Minniver en la serie Hollyoaks.

## Biografía
Es buena amiga de la actriz Sophie Austin.
En 2002 comenzó a salir con Jamie Meakin; sin embargo la relación terminó en noviembre de 2005.
En 2005 comenzó a salir con el actor Danny Young; sin embargo, la relación terminó en febrero de 2009.
En 2012 salió brevemente con el futbolista Anton Ferdinand, pero la relación finalizó. 
En enero de 2015 comenzó a salir con Greg Whitehurst, sin embargo en julio de 2020 se anunció que la relación había terminado.

## Carrera
El 5 de noviembre de 1999, se unió al elenco de la serie Coronation Street, donde interpretó a la estilista Candice Marie Stowe-Islandos hasta el 7 de noviembre de 2005.
En 2008 se unió al elenco de la serie Heartbeat, donde dio vida a Dawn Bellamy hasta el final de la serie en 2009. Ese mismo año obtuvo un pequeño papel en la película Clubbed, donde interpretó a la maestra de baile Gee Gee.
El 6 de noviembre de 2012, se unió al elenco de la serie británica Hollyoaks, donde interpreta a Maxine Minniver, hasta ahora.

## Filmografía

### Series de televisión
| Año             | Título                | Personaje             | Notas                               |
| --------------- | --------------------- | --------------------- | ----------------------------------- |
| 2012 - presente | Hollyoaks             | Maxine Minniver       | 357 episodios                       |
| 2012            | Crime Stories         | Chelsea Lewis         | episodio # 1.10                     |
| 2012            | Casualty              | Amy Harris            | episodio "Zero Sum Game"            |
| 2008 - 2009     | Heartbeat             | Dawn Bellamy          | 30 episodios                        |
| 2007            | Cold Blood            | Lara                  | episodio "Interference" - miniserie |
| 2006, 2007      | New Street Law        | Sammy Dean            | 3 episodios                         |
| 2007            | The Afternoon Play    | Natalie Bucklethwaite | episodio "The Real Deal"            |
| 2006            | Strictly Confidential | Tiffany               | 2 episodios                         |
| 2006            | Holby City            | Monica Southworth     | episodio "We Gave Her All Our Love" |
| 1999 - 2005     | Coronation Street     | Candice Stowe         | 76 episodios                        |
| 2000            | Children's Ward       | Abbie                 | -                                   |

### Películas
| Año  | Título                       | Personaje     | Notas                                                                            |
| ---- | ---------------------------- | ------------- | -------------------------------------------------------------------------------- |
| 2008 | Boogeyman 3                  | Audrey        | junto a Erin Cahill, Chuck Hittinger, Mimi Michaels, Matt Rippy y Elyes Gabel    |
| 2008 | Clubbed                      | Gee Gee       | junto a Colin Salmon, Aicha McKenzie, Ronnie Fox y Simon Paul Sutton             |
| 2005 | Coronation Street: Pantomime | Candice Stowe | junto a Brooke Vincent, Sam Aston, Sally Lindsay, William Tarmey y Bradley Walsh |

### Apariciones
| Año  | Programa                 | Notas                                                                      |
| ---- | ------------------------ | -------------------------------------------------------------------------- |
| 2007 | All Star Family Fortunes | concursante                                                                |
| 2005 | CD:UK, Junior Eurovision | 3 episodios - presentadora invitada                                        |
| 2005 | Madonna Mania            | -                                                                          |
| 2004 | Discomania               | -                                                                          |
| 2002 | Stars in Their Eyes      | episodio "Coronation Street Special 2" - ganó - interpretó a Leanne Rhymes |

### Teatro
| Año  | Obra                  | Personaje | Director (a) | Teatro                | Notas                                                                         |
| ---- | --------------------- | --------- | ------------ | --------------------- | ----------------------------------------------------------------------------- |
| 2012 | Rita, Sue and Bob Too | Bob       | -            | The Theatre Royal     | junto a Paul Opacic, Dannielle Malone, Tina Malone, Mickey Finn y Paul Malone |
| 2012 | Peter Pan (pantomima) | -         | -            | Gracie Fields Theatre | -                                                                             |
| 2010 | The V. Monologues     | -         | -            | -                     | -                                                                             |
| 2007 | Living Under One Roof | -         | -            | Theatre Royal         | -                                                                             |

## Premios y nominaciones
| Año  | Categoría                | Premio             | Serie     | Resultado |
| ---- | ------------------------ | ------------------ | --------- | --------- |
| 2015 | Best Soap Actress        | TV Choice Award    | Hollyoaks | Nominada  |
| 2015 | Serial Drama Performance | NTA Award          | Hollyoaks | Nominada  |
| 2014 | Best Actress             | Inside Soap Award  | Hollyoaks | Ganadora  |
| 2014 | Best Actress             | British Soap Award | Hollyoaks | Nominada  |